# Isopterygium passaicense
Isopterygium passaicense là một loài Rêu trong họ Hypnaceae. Loài này được (Austin) Kindb. mô tả khoa học đầu tiên năm 1891.